# حرس الحدود السعودي
المديرية العامة لحرس الحدود من أقدم الأجهزة الأمنية التي تتبع لوزارة الداخلية. ويتولى جانباً إلى جنب مع بقية الأجهزة الأمنية بوزارة الداخلية الأخرى، القيام بدور مهم وفعال، ضمن منظومة الأمن الذي تعيشه المملكة العربية السعودية. وهو يعتبر بمثابة الحصن المنيع والدرع الواقي لبلد تتسع مساحته الجغرافية وتتعدد حدوده مع الدول المجاورة. كما تعد المديرية العامة لحرس الحدود أحد أهم الأسلحة الهامة في القوات العسكرية السعودية ومهمته الأساسية حمايـة الـحدود البرية والبحرية من الاختراق غير المشـروع وكذلك منع عمليات التسلل والتهريب غير المشـروع للبضائع والممنوعات مثل الـمخدرات والأسلحـة وغيرها.

## تاريخ حرس الحدود
يأتي «حرس الـحدود» من أوائل القوات العسكرية التي تم استحداثها، وكانت بداية انطلاقتها وممارسة مهامها في الأحساء بـالمنطقة الشرقية عندما استردها الملك عبد العزيز آل سـعود، وقد تأسست في العاشر من شهر رجب عام 1331 هـ / 1 يونيو 1913 بمسمى مصلحـة خفر الـسواحل، وأقيمت مراكز ودوريات للمراقبة البحرية والبرية، على ساحل الخليج العربي في الـمنطقة الشرقية. وفي عام 1344 هـ / 1926 بدأت أعمال الدوريات على ساحل البحر الأحمر لمنع التهريب والتسلل، وكذلك أعمال استقبال السفن وإنهاء إجراءات معاملاتها في الموانئ والمرافئ واستيفاء رسوها، ولم تكن هناك روابط بين هذه الدوائر التي تؤدي أعمال الدوريات، أو تلك التي تؤدي أعمال الخدمات، لكن في عام 1347 هـ / 1928 وُحدت الدوائر المسؤولة عن أعمال الدوريات والموانئ والمرافئ على ساحل البحر الأحمر، تحت قيادة واحدة باسم (مصلحة خفر السواحل بجدة). وبدأت المصلحة في إنشاء عددٍ من المراكز على طول الساحل، كما صدر نظام مديرية «مصلحـة خفر الـسواحل» في عام 1353 هـ / 1934. وفي عام 1355 هـ / 1936 وُحدت الدّوريات البحرية والبرية في الـمنطقة الشرقية، تحت قيادة واحدة وقد سُميت (خفر السواحل).
أعيد تنظيم قيادة (خفر السواحل) في عام 1359 هـ / 1940 وأصبح مسماها (مصلحة حرس خفر السواحل)؛ ثم أقيم عدد من المراكز والفروع التابعة لها. ولم تكن هناك رابطة بين مصلحتي (خفر السواحل) في كل من جدة والـمنطقة الشرقية. كما أن حراسة الحدود البرية في الشمال والجنوب، كانت من مسؤوليات إمارات المناطق هناك، إلى أن دمجت مصلحتا (خفر السواحل) في عام 1382 هـ / 1963 في إدارة واحدة باسم «مصلحة خفر السواحل والموانئ» تحت إشراف وزارة الداخلية. وفي نفس العام شُكلت دوريات برية من أفراد من قوات الـجيش على الحدود الجنوبية، وضمت إلى مصلحة «خفر السواحل والموانئ»، وعّدل مسمى الجهاز إلى «المديرية العامة لسلاح الحدود وخفر السواحل والموانئ». وفي عام 1394 هـ / 1973 صدر نظام أمن الـحدود، وصدرت اللائحة التنفيذية له عام 1396 هـ / 1975 وأصبح مسمى الجهاز «المديرية العامة لسلاح الحدود»، وحددت مهامه ومسؤولياته وإجراءاته وأنيطت به مسؤولية حراسة الموانئ البحرية وحمايتها، بدلاً من الأمن العام وكان ذلك في عام 1399 هـ / 1978. وفي عام 1413 هـ / 1992 عدلت اللائحة التنفيذية لنظام أمن الحدود، وفي عام 1414 هـ / 1993 عدل مسمى الجهاز أخيراً إلى «المديرية العامة لحرس الحدود».

## مهام قوات حرس الـحدود
تنص المادة الخامسة من الفصل الثالث من اللائحة التنفيذية لنظام أمن الحدود، على أن مهام حرس الحدود هي الآتي:
- حراسة حدود المملكة البرية والبحرية والموانئ والمرافئ، ومكافحة التهريب، والتسلل من الداخل والخارج مع مراعاة الأنظمة المعمول بها.
- الإنذار المبكر عن أية تحركات غير عادية على خط الحدود، أو بالقرب منه.
- القيام بعمليات البحث والإنقاذ والإرشاد وتقديم العون لمستخدمي البحر.
- إرشاد التائهين في منطقة الحدود البرية، وتقديم العون لهم.
- مراقبة كل من يوجد في منطقة الحدود البرية والبحرية، للتأكد من مراعاتهم للقواعد والنظم المقررة لذلك.
- ضبط الأمن داخل الموانئ والمرافئ البحرية.
- التعاون مع الجهات الرسمية في نطاق ما تنص علية الأنظمة، وما تقتضي به المصلحة العامة ضمن مهمة حرس الحدود.[9]

## مديرو حرس الحدود
| الوزير                                       | الفترة                          |
| -------------------------------------------- | ------------------------------- |
| الشيخ / محمد بن إبراهيم الزغيبي              | 1344 هـ / 1925 – 1349 هـ / 1930 |
| الشيخ / سليمان بن محمد النانيه               | 1350 هـ / 1930 – 1375 هـ / 1955 |
| اللواء / حسن بن عبد الواسع                   | 1375 هـ / 1955 – 1377 هـ / 1957 |
| الشيخ / سليمان بن محمد النانيه               | 1377 هـ / 1957 – 1382 هـ / 1962 |
| الفريق / سليمان بن حمد الجارد                | 1382 هـ / 1962 – 1388 هـ / 1968 |
| اللواء / إبراهيم بن محمد المالك              | 1388 هـ / 1968 – 1390 هـ / 1970 |
| الفريق أول / عبد الله بن عبد الرحمن آل الشيخ | 1390 هـ / 1970 – 1400 هـ / 1980 |
| الفريق أول / محمد بن هلال المطيري            | 1400 هـ / 1980 – 1408 هـ / 1987 |
| الفريق ركن / أحمد عبد المحسن البهلال         | 1408 هـ / 1987 – 1413 هـ / 1992 |
| الفريق / معجب بن محمد القحطاني               | 1413 هـ / 1992 – 1417 هـ / 1996 |
| الفريق ركن / طلال بن محسن العنقاوي           | 1417 هـ / 1996 – 1430 هـ / 2009 |
| الفريق الركن / زميم بن جويبر السواط          | 1430 هـ / 2009 – 1435 هـ / 2014 |
| الفريق / عواد بن عيد البلوي                  | 1435 هـ / 2014 – 1442 هـ / 2020 |
| اللواء/ محمد عبد الله حمدان الشهري           | 1442 هـ / 2020 - 1445 هـ / 2024 |
| اللواء الركن/ شايع بن سالم بن شايع الودعاني  | 2024 - الآن                     |

## التنظيم الحالي لقوات حرس الـحدود
تتبع المديرية العامة لحرس الحدود وزير الداخلية ورئاستها في الرياض، ويديرها مدير عام، ويساعده عدد من الإدارات العامة والإدارات المتخصصة. إضافة إلى تسع قيادات موزعة على المناطق الآتية من الـمملكة:
| - قيادة الحرس بـالمنطقة الشرقية. - قيادة الحرس بـالمنطقة الشمالية. - قيادة الحرس بـمنطقة الجوف. | - قيادة الحرس بـمنطقة تبوك. - قيادة الحرس بـمنطقة المدينة المنورة. - قيادة الحرس بـمنطقة مكة المكرمة. | - قيادة الحرس بـمنطقة جازان. - قيادة الحرس بـمنطقة عسير. - قيادة الحرس بـمنطقة نجران. |

يرأس كل قيادة قائد المنطقة ومساعده، وترتبط بكل قيادة إدارات عامة ومتخصصة. كما يتبع كل قيادة من هذه القيادات عدد من القطاعات يتراوح بين ثلاث إلى أربع قطاعات لكل قيادة، ويتبع كل قطاع عدد من المراكز يتراوح بين خمسة إلى ثمانية مراكز. وتشكل هذه المراكز البرية والبحرية، حزاماً دائرياً محكماً على كل الشريط الحدودي للمملكة، الذي يبلغ طوله أكثر من (8000 كيلومتراً) تقريباً، على حسب خط سير الدوريات.
وإضافة إلى قيادات المناطق والقطاعات والمراكز، تتبع لحرس الحدود الوحدات التالية:
أ. وحدات أمن الموانئ
وعددها (18) وحدة، وهي مكلفة بحراسة الموانئ التي توجد فيها وحمايتها، مثل وحدة أمن ميناء جدة الإسلامي، ووحدة أمن ميناء ضباء.
ب. وحدات الأمن المساندة
وتوجد في رئاسة المديرية وقيادات المناطق.
وهي مسؤولة عن القيام بدوريات بعيدة المدى على الحدود، لمساندة دوريات القطاعات والمراكز، إضافة إلى مهام استثنائية أو مؤقتة في الظروف الطارئة.
ج. الشرطة العسكرية
توجد في رئاسة المديرية وقيادات المناطق.
د. وحدة الحوامات
توجد وحدتان من هذا النوع، إحداهما في المنطقة الشرقية والأخرى في جده، ومهمة كل منهما القيام بالدوريات.
هـ. الوحدات البحرية
توجد في قيادات المناطق البحرية، وتماثل مهامها مهام وحدات الأمن المساند.
و. وحدات حراسة المنشآت
عددها (12) وحدة، وهي مكلفة بحراسة المنشآت الحيوية التي تقع على السواحل، مثل محطات الكهرباء، ومحطات التحلية.
ز. المعاهد والمراكز الخاصة بالتدريب
وهي مسؤولة عن التدريب والتعليم، ويوجد معهدان للتدريب، هما:
(1) أكاديمية جدة للعلوم والدراسات الامنية البحرية .
(2) ومعهد حرس الحدود بالرياض.
وهناك ثمانية مراكز للتدريب في مختلف المناطق.
كما يستفيد حرس الحدود من الإمكانات المتاحة في المدارس والمعاهد العسكرية والمدنية، حيث يلتحق عدد من منسوبيه كل عام في المدارس والمعاهد والمراكز التابعة لوزارة الدفاع، وكلية القادة والأركان، ومعاهد الأمن العام، والمعاهد المهنية والفنية، ومعهد الإدارة العامة، وجامعة نايف العربية للعلوم الأمنية، والمعهد الدبلوماسي وغيرها.
كما يُبعث عدد من منسوبي حرس الحدود للدارسات الجامعية العليا، وللدورات التدريبية المتخصصة بالخارج.

## تجهيزات قوات حرس الـحدود
بدأ حرس الحدود بتجهيزات بسيطة متواضعة؛ فكانت الأعمال الإدارية تدار في خيام وصناديق. وكانت الدوريات البحرية تستخدم القوارب واللنشات الخشبية الصغيرة. أما الآن فتستخدم الزوارق الحديثة السريعة بأحجام مختلفة، ولأغراض متنوعة، بالإضافة إلى الحوامات البرمائية التي تستطيع الإبحار في المياه الضحلة قريباً من الشواطئ. كما تستخدم زوارق مجهزة لأعمال البحث والإنقاذ والإطفاء في البحر، وكذلك زوارق التموين والإمداد. كما يقوم حرس الحدود، منذ سنوات بتشغيل وصيانة العّبارات، التي تنقل المواطنين ومستلزماتهم ما بين جيزان وجزر فرسان. وتستخدم الدوريات البرية السيارات المجهزة خصيصاً لأعمال الدوريات، وأعمال الإمداد والتموين، بعد أن كانت تتم على الأرجل وباستخدام الإبل. وفي السنوات الأخيرة بدأ حرس الحدود في فتح طرق للدوريات البرية على الحدود، وتمديدها وتعبيدها باستخدام معدات ثقيلة ومتنوعة يمتلكها ويشغلها منسوبوه. كما يستخدم حرس الحدود أجهزة اتصال حديثة ومتنوعة ومختلفة، للاتصالات البعيدة والقريبة، وكذلك أجهزة مرتبطة بالأقمار الصناعية في الربع الخالي. وقد بدأ حرس الحدود يستخدم أجهزة ملاحية، لتحديد المواقع بدقة متناهية. كما يستخدم حالياً أجهزة إلكترونية حديثة، للمراقبة خلال الليل وأجهزة للنهار. وفي السنوات الأخيرة أقام حرس الحدود عدداً من مهابط الطائرات في الربع الخالي، وتستخدم هذه المهابط طائرات خاصة لأعمال الإمداد والتموين ونقل الأفراد.

## المنافذ الـحدودية

### المنافذ البحرية
| م | المنطقة               | اسم المنفذ البحري      | المدينة          | المنطقة العسكرية                  |
| - | --------------------- | ---------------------- | ---------------- | --------------------------------- |
| 1 | منطقة مكة المكرمة     | ميناء جدة الإسلامي     | محافظة جدة       | المنطقة الغربية العسكرية          |
| 2 | المنطقة الشرقية       | ميناء الملك عبد العزيز | محافظة الدمام    | المنطقة الشرقية العسكرية          |
| 3 | منطقة المدينة المنورة | ميناء ينبع             | محافظة ينبع      | منطقة المدينة المنورة العسكرية    |
| 4 | المنطقة الشرقية       | ميناء الجبيل           | محافظة الجبيل    | المنطقة الشرقية العسكرية          |
| 5 | المنطقة الشرقية       | ميناء رأس تنورة        | محافظة رأس تنورة | المنطقة الشرقية العسكرية          |
| 6 | منطقة تبوك            | ميناء ضباء             | محافظة ضباء      | المنطقة الشمالية الغربية العسكرية |
| 7 | منطقة جازان           | ميناء جازان            | محافظة جازان     | المنطقة الجنوبية العسكرية         |
| 8 | منطقة جازان           | ميناء فرسان            | جزيرة فرسان      | المنطقة الجنوبية العسكرية         |

### المنافذ البرية
| م  | المنطقة               | اسم المنفذ البري  |
| -- | --------------------- | ----------------- |
| 1  | المنطقة الشرقية       | منفذ الربع الخالي |
| 2  | المنطقة الشرقية       | منفذ البطحاء      |
| 3  | المنطقة الشرقية       | منفذ سلوى         |
| 4  | المنطقة الشرقية       | جسر الملك فهد     |
| 5  | المنطقة الشرقية       | منفذ الخفجي       |
| 6  | المنطقة الشرقية       | منفذ الرقعي       |
| 7  | منطقة الحدود الشمالية | منفذ جديدة عرعر   |
| 8  | منطقة الجوف           | منفذ الحديثة      |
| 9  | منطقة تبوك            | منفذ حالة عمار    |
| 10 | منطقة تبوك            | منفذ الدرة        |
| 11 | منطقة جازان           | منفذ الطوال       |
| 12 | منطقة عسير            | منفذ علب          |
| 13 | منطقة نجران           | منفذ الوديعة      |
| 14 | منطقة نجران           | منفذ الخضراء      |

## دور حرس الـحدود في حروب القوات الـسعودية المشتركة

### حرب الخليج
لعبت قوات حرس الـحدود دوراً بارزاً أثناء غزو العراق للكويت. وقد أدى هذا العدوان إلى تدفق سكان الكويت إلى حدود الـمملكة، حيث تولى حرس الحدود السعودي مساعدة العابرين منهم إلى الـمملكة، وقدّم لهم الخدمات والتسهيلات. فوفر السكن والإعاشة والرعاية الطبية، إلى جانب مراقبة المراكز الحدودية والقوات العراقية، ومنعها من اجتياز الحدود. كما شارك مع القوات الـسعودية المشتركة وقوات التحالف، في اختيار أفضل الطرق وأسهلها للعبور البري.

### العمليات العسكرية في اليمن
تدخل قوات حرس الحدود السعودي ضمن تشكيل (القوات السعودية المشتركة) والتي تتضمن عدة قطاعات عسكرية من ضمنها حرس الحدود السعودي والذي يشارك في المهام القتالية جنبا إلى جنب مع تلك القوات المقاتلة في الدفاع عن الحدود السعودية الجنوبية من اعتداءات ميليشيات الحوثيين على الأراضي السعودية وذلك عند قيام عملية عاصفة الحزم لإعادة الشرعية اليمنية بعد طلب من الرئيس اليمني للسعودية يتضمن حماية دولته والدفاع عنها من هذه الميليشيات المعتدية على مفاصل الدولة بقوة السلاح، ومازالت قوات حرس الحدود السعودي تشارك في الدفاع عن حدود المملكة حتى الآن .

## الزي العسكري لقوات حرس الـحدود
|                     |                         |                         |                       |              |                   |
| بدلة تشريفات "بـري" | بدلة مكتبية صيفي "بحري" | بدلة مكتبية شتوي "بحري" | بدلة الفرقة الموسيقية | بدلة ميدانية | بدلة مكتبية "بري" |